# Усама Мусба аль-Хамади
Уса́ма Мусба́ аль-Хамади́ (араб. مصباح اسامة الحمادي‎; 7 июня 1975, Триполи, Ливия) — ливийский футболист, защитник. Выступал за клуб «Аль-Иттихад» и сборную Ливии.

## Карьера

### Клубная
С 2004 года выступает в клубе «Аль-Иттихад» из Триполи, в его составе становился 6 раз чемпионом Ливии, 3 раза обладателем национального Кубка и 7 раз обладателем Суперкубка страны. Кроме того, в сезоне 2007 года стал полуфиналистом Лиги чемпионов КАФ.

### В сборной
В составе главной национальной сборной Ливии выступает с 2001 года. Провёл в её составе 2 матча в отборочном турнире к чемпионату мира 2002 года, 10 встреч в отборочном турнире к чемпионату мира 2006 года и 2 игры в отборочном турнире к чемпионату мира 2010 года.
В составе сборной участвовал в Кубке африканских наций 2006 года, сыграл во всех 3-х матчах команды на турнире.

## Достижения

### Командные
«Аль-Иттихад»
Чемпион Ливии: (6)
- 2004/05, 2005/06, 2006/07, 2007/08, 2008/09, 2009/10

Обладатель Кубка Ливии: (3)
- 2004/05, 2006/07, 2008/09

Обладатель Суперкубка Ливии: (7)
- 2004, 2005, 2006, 2007, 2008, 2009, 2010

Полуфиналист Лиги чемпионов КАФ: (1)
- 2007